# Domenico De Nicola
Domenico De Nicola (Castellammare di Stabia, 15 ottobre 1911 – Napoli, 24 gennaio 2003) è stato un calciatore italiano, di ruolo centrocampista.

## Carriera
Conta una presenza con il Napoli nel campionato di Serie A 1933-1934, esordendo il 29 aprile 1934 in Milan-Napoli (0-2). L'anno successivo militò in Serie C nel Savoia per poi ritornare al Napoli per due anni dove non scese mai in campo. Ritornò in Serie C con la Bagnolese, dove rimase per cinque anni, prima di trasferirsi al Chieti nel 1942, dove disputò 11 gare nel campionato di Serie C 1942-1943; chiuse la carriera nel 1945, dopo aver militato con il Portici nel Campionato campano ed essere ritornato alla Bagnolese.
Nella stagione 1952-53 allenò il Dopolavoro Cirio in Promozione portandolo alla vittoria del titolo (finale disputata allo Stadio del Vomero e vinta 2-0 sull'Ilva Bagnolese).
Nella stagione 1957-58 sedette sulla panchina della Nocerina dove rimase per una stagione. Allenò il Matera insieme a Gennaro Rambone nella parte finale della stagione 1965-1966 e nella prima parte della stagione 1966-1967.